# Prefectura apostólica del Sahara Occidental

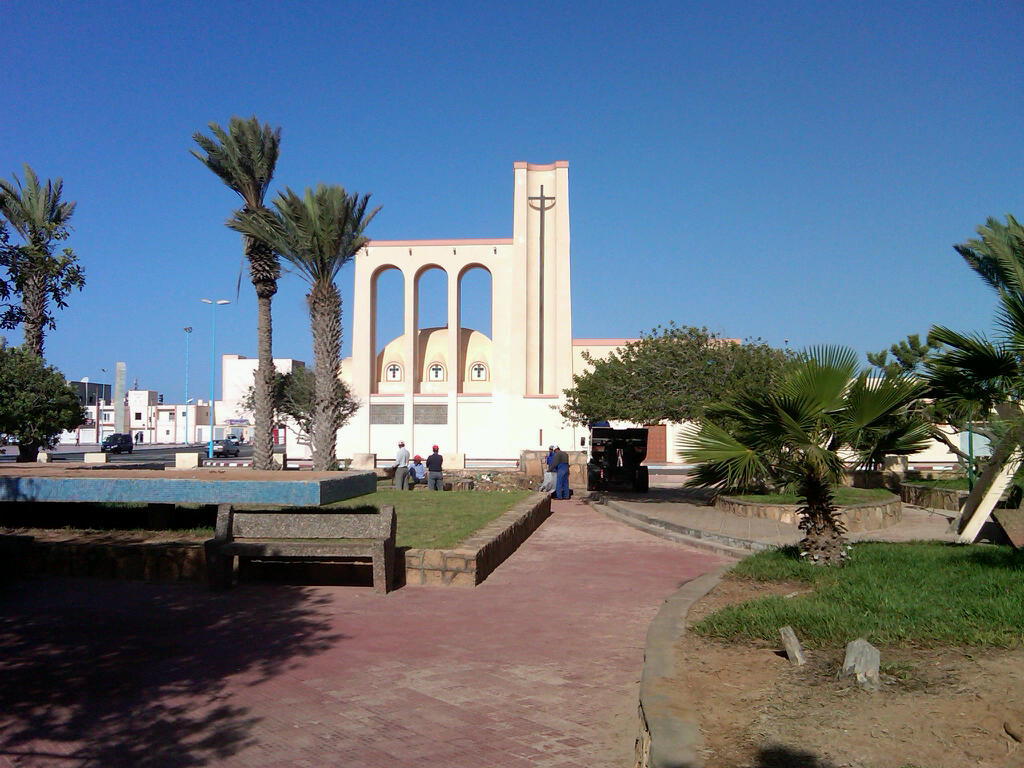
Iglesia de Nuestra Señora del Carmen, Dajla

La prefectura apostólica del Sahara Occidental (en latín: Praefectura Apostolica de Sahara Occidentali) es una circunscripción eclesiástica de rito latino de la Iglesia católica en Sahara Occidental, inmediatamente sujeta a la Santa Sede. Desde el 24 de junio de 2013 su prefecto apostólico es Mario León Dorado, O.M.I.

## Territorio y organización
La prefectura apostólica extiende su jurisdicción sobre los fieles católicos de rito latino residentes en Sahara Occidental.
La sede de la prefectura apostólica está en la ciudad de El Aaiún, en donde se encuentra la Catedral de San Francisco de Asís. La ciudad se encuentra ocupada por Marruecos desde principios de 1976, pero es considerada por la República Árabe Saharaui Democrática como su capital.
En 2020 el territorio estaba dividido en 2 parroquias: la catedral y la iglesia de Nuestra Señora del Carmen en Dajla (antigua Villa Cisneros).

## Historia
La prefectura apostólica del Sahara Español y de Ifni fue erigida el 5 de julio de 1954 mediante la bula Summi Dei voluntate del papa Pío XII, abarcando territorios que habían pertenecido hasta entonces a los vicariatos apostólicos de Marruecos (hoy archidiócesis de Tánger) y Gardaya (actualmente la diócesis de Laghouat, en Argelia). La primera sede de la prefectura estuvo en Sidi Ifni. En 1959, la sede se trasladó a El Aaiún.
Tras la cesión de Ifni a Marruecos en 1969, la prefectura cambió de nombre para denominarse prefectura del Sahara Español el 2 de mayo de 1970. Durante esta época se da la mayor presencia del catolicismo en el Sahara Occidental, en virtud de la gran cantidad de españoles que se asentaron en el territorio. En 1969, última fecha en la que se dispone de datos antes del abandono del territorio por España, había 22 512 católicos (un tercio de la población del territorio) y cinco parroquias.
El abandono del Sahara Occidental por parte de España tras la firma de los acuerdos de Madrid supuso un cambio drástico en la vida de la prefectura. En 1978 apenas quedaban unos trescientos católicos, con dos parroquias. Estas cifras se han ido reduciendo aún más para encontrarse en la actualidad en cifras testimoniales (En 2006, 30 católicos residentes, más unos 120 miembros de la MINURSO). Los sacerdotes católicos de la prefectura (dos) pertenecen a la Misioneros Oblatos de María Inmaculada y se encuentran de forma permanente en El Aaiún, desplazándose a Villa Cisneros una vez al mes, para la atención de la parroquia que allí se encuentra.
El 2 de mayo de 1976 asumió el nombre actual.

## Prefectos apostólicos
- Félix Erviti Barcelona, O.M.I. † (19 de julio de 1954-6 de julio de1994 retirado)
- Acacio Valbuena Rodríguez, O.M.I. † (10 de julio de 1994-25 de febrero de 2009 retirado)
  - Sede vacante (2009-2013)
- Mario León Dorado, O.M.I., desde el 24 de junio de 2013[4]

## Estadísticas
Según el Anuario Pontificio 2021 la prefectura apostólica tenía a fines de 2020 un total de 350 fieles bautizados.
| Año                                                                             | Población            | Población | Población      | Sacerdotes | Sacerdotes    | Sacerdotes    | Bautizados por sacerdote | Diáconos permanentes | Religiosos | Religiosos | Parroquias |
| Año                                                                             | Bautizados católicos | Total     | % de católicos | Total      | Clero secular | Clero regular | Bautizados por sacerdote | Diáconos permanentes | Varones    | Mujeres    | Parroquias |
| ------------------------------------------------------------------------------- | -------------------- | --------- | -------------- | ---------- | ------------- | ------------- | ------------------------ | -------------------- | ---------- | ---------- | ---------- |
| 1969                                                                            | 22 512               | 70 000    | 32.2           | 11         |               | 11            | 2046                     |                      | 13         | 31         | 5          |
| 1978                                                                            | 365                  | 151 000   | 0.2            | 3          |               | 3             | 121                      |                      | 3          |            | 2          |
| 1990                                                                            | 75                   | 200 000   | 0.0            | 5          |               | 5             | 15                       |                      | 5          |            | 2          |
| 1999                                                                            | 160                  | 350 260   | 0.0            | 3          |               | 3             | 53                       |                      | 3          |            | 2          |
| 2000                                                                            | 150                  | 350 250   | 0.0            | 2          |               | 2             | 75                       |                      | 2          |            | 2          |
| 2001                                                                            | 150                  | 350 000   | 0.0            | 3          |               | 3             | 50                       |                      | 3          |            | 2          |
| 2002                                                                            | 100                  | 400 000   | 0.0            | 3          |               | 3             | 33                       |                      | 3          |            | 2          |
| 2003                                                                            | 120                  | 400 000   | 0.0            | 3          |               | 3             | 40                       |                      | 3          |            | 2          |
| 2004                                                                            | 110                  | 400 000   | 0.0            | 3          |               | 3             | 36                       |                      | 3          |            | 2          |
| 2007                                                                            | 80                   | 400 150   | 0.0            | 3          |               | 3             | 26                       |                      | 3          |            | 2          |
| 2010                                                                            | 120                  | 800 265   | 0.0            | 3          |               | 3             | 40                       |                      | 3          |            | 2          |
| 2014                                                                            | 260                  | 930 000   | 0.0            | 2          |               | 2             | 130                      |                      | 2          |            | 2          |
| 2017                                                                            | 350                  | 1 030 700 | 0.0            | 2          |               | 2             | 175                      |                      | 2          |            | 2          |
| 2020                                                                            | 350                  | 1 075 350 | 0.0            | 4          |               | 4             | 87                       |                      | 4          |            | 2          |
| Fuente: Catholic-Hierarchy, que a su vez toma los datos del Anuario Pontificio. |                      |           |                |            |               |               |                          |                      |            |            |            |